# Praski Trakt

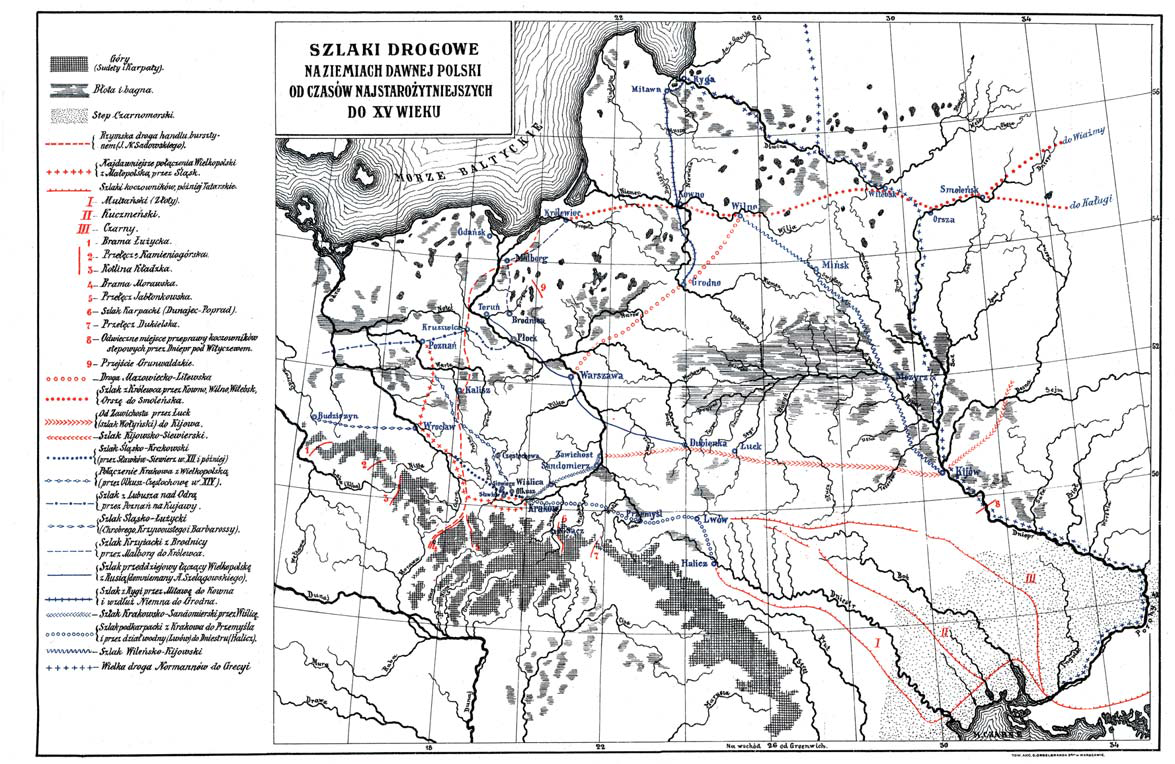
"Szlaki drogowe", mapa z Geografii ziem dawnej Polski Antoniego Sujkowskiego (1918).

Praski Trakt – nazwa drogi gruntowej w Górach Stołowych, która dawniej stanowiła część traktu pocztowego. Długość około 12 km przy różnicy wzniesień około 250 m.
Przez Góry Stołowe i ziemię kłodzką od dawnych czasów prowadziły ważne szlaki komunikacyjne łączące Kotlinę Czeską z dorzeczem Odry. Jednym z nich był szlak bursztynowy przechodzący przez przełęcz Polskie Wrota. Praski Trakt stanowił odnogę szlaku bursztynowego, przebiegał Doliną Czerwonej Wody równolegle do północno-wschodniej krawędzi stoliwa górnego poziomu Gór Stołowych. Jego przedłużenie stanowiła prowadząca z Karłowa do Czech przez Ostrą Górę, Machowska Droga.
Przez długi czas pełnił rolę dogodnego traktu pocztowego. Świadczą o tym zachowane do dziś kamienie milowe wskazujące odległości pomiędzy miejscami odpoczynku. Po roku 1561 na polecenie cesarza przebudowano powstałe znacznie wcześniej prowadzące przez lasy Gór Stołowych drogi: Praski Trakt i przebiegający równolegle do niego Kręgielny Trakt. Droga utraciła swe znaczenie po wybudowaniu w II połowie XIX wieku Szosy Stu Zakrętów.